# 3912657840
3912657840 は自然数、また整数において、3912657839 の次で 3912657841 の前の数である。

## 性質
- 3912657840 は合成数であり、元の数 3912657840 と 1 を含む約数は720個ある。
- 0 を除く全ての一桁の数で割り切れ、この数に含まれる任意の隣り合う二桁（39,91,12,26など）でも割ることができる数である。また、数字の 0 から 9 までを一度ずつ使用しているパンデジタル数である[1]。